# Armando Maugini
Armando Maugini (Mesina, 1 de mayo de 1889 – Florencia, 1975) Agrónomo que ha estructurado y dirigido las actividades del ahora llamado Istituto agronomico per l'oltremare, de Florencia por cuarenta años
Después de unos años transcurridos en Libia realizando ensayos de campo y extensión agrícola y luego en Florencia haciendo análisis de laboratorio, en 1924 fue nombrado director del Istituto agricolo coloniale italiano (Instituto agrícola colonial italiano). Dirigió el Instituto a lo largo de los años de la expansión colonial italiana, de la Segunda Guerra Mundial y de la reestructuración del Instituto mismo 1953 hasta 1964, cuando su colaborador y amigo Ferdinando Bigi le sucedió, quedándose de nuevo director hasta 1968.
Armando Maugini dirigió la revista L'agricoltura coloniale, sucesivamente llamada Rivista di agricoltura tropicale e subtropicale, y publicó varios libros y centenares de artículos sobre las regiones, sociedades y economías tropicales. Fortaleció las capacidades técnicas del personal y los instrumentos materiales del Instituto y estableció colaboraciones con profesionales e instituciones científicas y técnicas en todo el mundo. Personalidad reservada y decidida, impulsó sus resoluciones con el toque amable del gentilhombre rural. Fue respetado por sus colegas y las autoridades y tuvo la confianza de los agricultores y de la comunidad científica y académica.
Agrónomo de campo con competencias agro-económicas, al comienzo de su carrera trabajó en África. Luego, como director de los "Servicios agrícolas" de la colonia Cirenaica (Libia oriental), estudió la flora y las tradiciones agrícolas de la sociedad indígena.
Una vez regresado en Italia, organizó la exploración y el análisis de los recursos naturales y agrícolas de las regiones tropicales, apoyando las iniciativas de colonización agrícola en África y en el Mediterráneo oriental, en el período entre las dos guerras mundiales, y luego la emigración de los agricultores italianos hacia América Latina. Su conocimiento de primera mano del medio ambiente y de las dinámicas humanas africanos resultaron en una valiosa obra de asesoría sobre la valorización de la cultura y de las técnicas étnicas y tradicionales, y en la integración de las dinámicas indígenas en el establecimiento de la economía de enclave de las plantaciones, en alternativa al establecimiento de agricultores metropolitanos en las colonias.
Su herencia profesional comprende un archivo y documentación fotográfica sobre la presencia y el trabajo italiano en África, en las islas del Mediterráneo y en América Latina, y sobre el medio ambiente y la agricultura de las regiones tropicales, guardados en el Centro de documentación y en el Archivo fotográfico del Istituto agronomico per l'oltremare.